# Castel Bolognese
Castel Bolognese ist eine Stadt in der Provinz Ravenna in der norditalienischen Region Emilia-Romagna.

## Lage und Einwohner
Sie liegt rund 45 km westlich von der Provinzhauptstadt Ravenna zwischen Imola und Faenza an der Via Emilia. Castel Bolognese ist  durch umliegende Weinberge und Obstplantagen landwirtschaftlich geprägt und hat 9550 Einwohner (Stand 31. Dezember 2023).

## Geschichte
Gegründet wurde sie gegen Ende des 14. Jahrhunderts vom Senat von Bologna als Vorposten zur Verteidigung des eigenen Territoriums. Per Dekret schlug Papst Pius VI. die Stadt 1794 Ravenna zu. Unter Napoléon Bonaparte gehörte Castel Bolognese für eine kurze Zeit wieder zur Provinz von Bologna und ab 1814 nun endgültig wieder zu Ravenna.

## Gemeindepartnerschaften
- Abtsgmünd, seit 2007
- Belsh, seit 2018
- Élan Limousin Avenir Nature, seit 2013 mit L’Aurence et Glane Développement[2]

## Söhne und Töchter der Stadt
- Domenico Ginnasi (1551–1639), Kardinal
- Edmondo Fabbri (1921–1995), Fußballspieler und -trainer
- Bruno Loatti (1915–1962), Bahnradsportler